# NGC 3485
NGC 3485 is een balkspiraalstelsel in het sterrenbeeld Leeuw. Het hemelobject werd op 8 april 1784 ontdekt door de Duits-Britse astronoom William Herschel.

## Synoniemen
- UGC 6077
- MCG 3-28-44
- ZWG 95.85
- PGC 33140